# Norbury (Staffordshire)
Norbury es una parroquia civil y un pueblo del distrito de Stafford, en el condado de Staffordshire (Inglaterra).

## Geografía
Según la Oficina Nacional de Estadística británica, Norbury tiene una superficie de 12.97 km².

## Demografía
Según el censo de 2001, Norbury tenía 323 habitantes (50,77% varones, 49,23% mujeres) y una densidad de población de 24,9 hab/km². El 23,84% eran menores de 16 años, el 72,45% tenían entre 16 y 74, y el 3,72% eran mayores de 74. La media de edad era de 39,49 años. Del total de habitantes con 16 o más años, el 13,82% estaban solteros, el 75,2% casados, y el 10,98% divorciados o viudos.
El 96,66% de los habitantes eran originarios del Reino Unido. El resto de países europeos englobaban al 1,82% de la población, mientras que el 1,52% había nacido en cualquier otro lugar. Todos los habitantes eran blancos. El cristianismo era profesado por el 83,23%, mientras que el 12,73% no eran religiosos y el 4,04% no marcaron ninguna opción en el censo.
Había 121 hogares con residentes, 4 vacíos, y 4 eran alojamientos vacacionales o segundas residencias.